# كورتيس روبرتس
كورتيس روبرتس (بالإنجليزية: Kurtis Roberts)‏ هو متسابق دراجات نارية أمريكي. نافس في سباقات بطولة العالم لفئة 250 سي سي ولفئة 50 سي سي. كما شارك في بطولة العالم للسوبربايك وبطولة العالم للموتو جي بي.

## روابط خارجية
- كورتيس روبرتس على موقع MotoGP.com (الإنجليزية)
- كورتيس روبرتس على موقع WorldSBK.com (الإنجليزية)